# Malekzādeh
Malekzādeh (persiska: ملک زاده) är en ort i Iran.   Den ligger i provinsen Östazarbaijan, i den nordvästra delen av landet, 600 km nordväst om huvudstaden Teheran. Malekzādeh ligger 1 351 meter över havet och antalet invånare är 957.
Terrängen runt Malekzādeh är platt åt sydost, men åt nordväst är den kuperad.Runt Malekzādeh är det ganska tätbefolkat, med 56 invånare per kvadratkilometer. Närmaste större samhälle är Shabestar, 12,7 km väster om Malekzādeh. Trakten runt Malekzādeh består i huvudsak av gräsmarker.